# 復 (白井市)
復（ふく）は、千葉県白井市の大字。郵便番号270-1422。

## 地理
北は白井、東は船橋市小室町、南東は船橋市大神保町、南は船橋市八木が谷、南西は根、西は池の上、南山、堀込、笹塚、北西は根に隣接している。

### 地価
住宅地の地価は、2014年（平成26年）1月1日の公示地価によれば、復字初崎1457番282の地点で4万4700円/m2となっている。

## 世帯数と人口
2017年（平成29年）10月31日現在の世帯数と人口は以下の通りである。
| 大字 | 世帯数  | 人口    |
| ---- | ------- | ------- |
| 復   | 546世帯 | 1,354人 |

## 小・中学校の学区
市立小・中学校に通う場合、学区は以下の通りとなる。
| 番地 | 小学校                                  | 中学校               |
| ---- | --------------------------------------- | -------------------- |
| 一部 | 白井市立白井第一小学校                  | 白井市立白井中学校   |
| 一部 | 白井市立白井第三小学校                  | 白井市立大山口中学校 |
| 一部 | 白井市立南山小学校 白井市立池の上小学校 | 白井市立南山中学校   |

## 施設
- 白井市役所
- 印西地区消防組合白井消防署
- 白井市文化センター
- 本白井郵便局
- 白井市商工会館
- 白井そろばん博物館
- 白井下長殿集会所
- 白井市白井児童館
- 復四町会集会所
- 富ヶ沢集会所
- 白藤神社
- 熊野神社
- 八幡神社
- 鳥見神社
- 香取神社
- 常圓寺
- 弁財天
- 佛法寺
- 薬師堂
- 光明寺
- 平等寺

### コミュニティセンター
- 白井コミュニティセンター

## 交通

### 鉄道
- 北総鉄道北総線
  - 白井駅

### 道路
- 国道
  - 国道16号
  - 国道464号
- 主要地方道
  - 千葉県道59号市川印西線
- 都道府県道
  - 千葉県道189号千葉ニュータウン北環状線
  - 千葉県道192号白井停車場線